# Tom Ebert

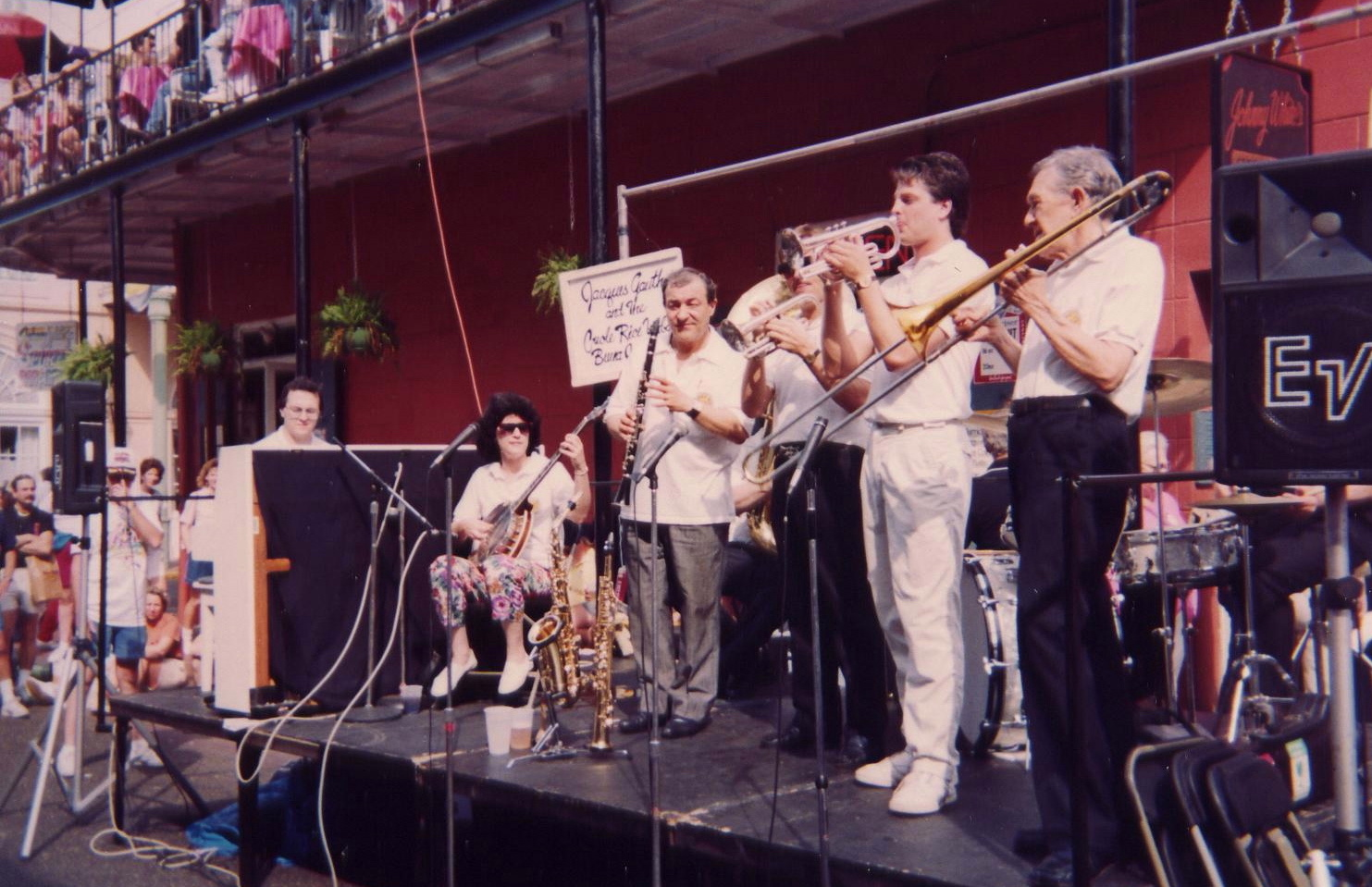
Tom Ebert (ganz rechts) mit der Jacques Gauthé Creole Rice Jazz Band (1990)

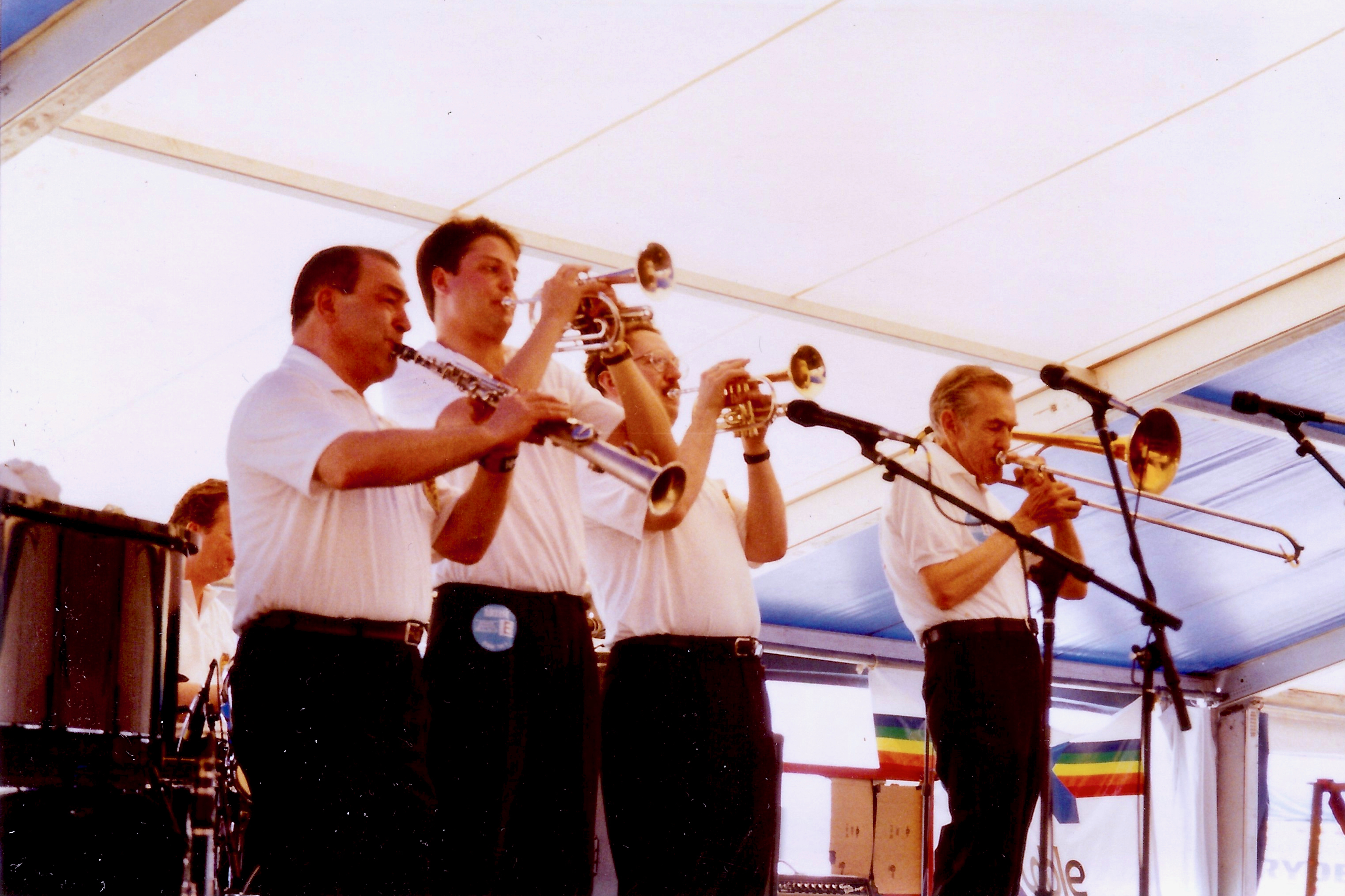
Tom Ebert (ganz rechts) in der Frontline der Jacques Gauthé Creole Rice Jazz Band (1993)

Tom Ebert (auch Tom Ebbert, * 19. September 1919 in Pittsburgh, Pennsylvania; † 7. Januar 2013 in Petersburg, Indiana) war ein US-amerikanischer Jazzposaunist des Hot Jazz.

## Wirken
Tom Ebert war 1980 Gründungsmitglied des Louisiana Repertory Jazz Ensemble; außerdem arbeitete er mit Wallace Davenport, Pud Brown, der Preservation Hall Jazz Band, Jacques Gauthé, Chris Tyle's Excelsior Jazz Band sowie mit Lionel Ferbos, den Dukes of Dixieland und The Palm Court Jazz Band. Ebert wirkte zwischen 1970 und 1998 bei 27 Aufnahmesessions mit, u. a. mit Earl Hines, Doc Cheatham, dem Louisiana Repertory Jazz Ensemble und Nicholas Payton. Nach dem Hurrikan Katrina 2005 zog Ebert nach Petersburg (Indiana).